# Cyperus yadavii
Cyperus yadavii är en halvgräsart som beskrevs av Wad.Khan, D.P.Chavan och Solanke. Cyperus yadavii ingår i släktet papyrusar, och familjen halvgräs. Inga underarter finns listade i Catalogue of Life.